# Günther Herbig
Günther Herbig (Ústí nad Labem, 30 novembre 1931) è un direttore d'orchestra tedesco.

## Biografia
Nel Nord America Herbig è stato direttore musicale dell'Orchestra Sinfonica di Detroit dal 1984 al 1990. Ha lavorato regolarmente con l'Orchestra Sinfonica di Toronto dal 1988 al 1994, inizialmente come consulente artistico e in seguito come direttore musicale. Dal 2001 al 2006 è stato direttore principale della Radio Symphony Orchestra Saarbrücken, ora Deutsche Radio Philharmonie Saarbrücken Kaiserslautern. Più recentemente Herbig è stato il direttore principale ospite ed il consulente musicale (2003–2006 e 2009–presente) della Columbus Symphony Orchestra.
Herbig detiene il titolo di conduttore laureato della Taiwan National Symphony Orchestra.